# David Rocastle
David Carlyle Rocastle (2. maj 1967 – 31. marts 2001) var en engelsk fodboldspiller, der spillede for adskillige engelske klubber samt for det engelske landshold. Størst succes opnåede han i sine otte sæsoner hos Arsenal F.C. Rocastle døde af kræft i en alder af blot 33 år.

## Klubkarriere
Rocastle startede sin seniorkarriere i 1984 hos Arsenal F.C., i den bedste engelske liga, hvor han også havde tilbragt sine ungdomsår. I løbet af de følgende otte år var han en del af London-klubbens trup, og var med til at vinde blandt andet to mesterskaber. Det var også i tiden hs Arsenal at Rocastle opnåede sine 14 landskampe.
I sommeren 1992 blev Rocastle solgt til de nykårede mestre Leeds United for 2 millioner britiske pund, hvilket gjorde ham til Leeds' dyreste køb nogensinde. Her fik han dog kun en enkelt sæson, inden han blev solgt videre til Manchester City. Både opholdene i Leeds og Manchester var dog skuffende for Rocastle, der var plaget af mange skader, og i 1994 blev han atter solgt videre, denne gang til Arsenals London-rivaler Chelsea F.C.
I Chelsea lykkedes det heller ikke Rocastle at blive stamspiller på samme niveau, som han var i de gyldne år hos Arsenal. Han blev i to omgange udlejet, til henholdsvis Norwich City og Hull City, og fik efter sit kontraktudløb i 1998 ikke tilspillet sig en ny aftale. Han sluttede sin karriere med et kort ophold i den malaysiske klub Sabah FA.

## Landshold
Rocastle opnåede 14 kampe for Englands landshold, som han debuterede for i 1988. I takt med at hans karriere gik ned af bakke efter afgangen fra Arsenal, mistede Rocastle også sin plads på landsholdet, som han repræsenterede sidste gang i 1992.

## Død
Rocastle meddelte i februar 2001 at han led af blodkræft, og at han var påbegyndt en behandling med kemoterapi. Han afgik dog ved døden tidligt om morgenen den 31. marts 2001. Siden sin død er Rocastle blevet hædret og mindet i engelsk fodbold, ikke mindst i Arsenal, der blandt andet har opkaldt et træningscenter efter ham.

## Titler
First Division (Premier League)
- 1989 og 1991 med Arsenal F.C.

Liga Cuppen
- 1987 med Arsenal F.C.